# Rechtbank Rotterdam
De rechtbank Rotterdam gevestigd aan het Wilhelminaplein in Rotterdam en is een van de elf rechtbanken in Nederland. 
De huidige rechtbank Rotterdam ontstond per 1 januari 2013 uit een samenvoeging van de rechtbank Dordrecht met de "oude" rechtbank Rotterdam. Het bestuur van de nieuwe rechtbank is gevestigd in Rotterdam. De rechtbank houdt zittingen in Rotterdam en Dordrecht. Hoger beroep tegen beslissingen van de rechtbank kan worden ingesteld bij het gerechtshof Den Haag, voor bestuurszaken bij de Centrale Raad van Beroep of de Raad van State.

## Rechtsgebied
Het arrondissement omvat het zuidelijke deel van de provincie Zuid-Holland, meer in het bijzonder het grondgebied van de gemeenten: Alblasserdam, Albrandswaard, Barendrecht, Capelle aan den IJssel, Dordrecht, Goeree-Overflakkee, Gorinchem, Hardinxveld-Giessendam, Hendrik-Ido-Ambacht, Hoeksche Waard, Krimpen aan den IJssel, Lansingerland, Maassluis, Molenlanden, Nissewaard, Papendrecht, Ridderkerk, Rotterdam, Schiedam, Sliedrecht, Vlaardingen, Voorne aan Zee en Zwijndrecht.